# Irbisia elongata
Irbisia elongata är en insektsart som beskrevs av Knight 1941. Irbisia elongata ingår i släktet Irbisia och familjen ängsskinnbaggar. Inga underarter finns listade i Catalogue of Life.